# Jan-Pålsatjärnen, Västerbotten
Jan-Pålsatjärnen är en sjö i Vindelns kommun i Västerbotten och ingår i Umeälvens huvudavrinningsområde. Sjön har en area på 0,0881 kvadratkilometer och ligger 276,1 meter över havet.

## Delavrinningsområde
Jan-Pålsatjärnen ingår i det delavrinningsområde (715957-168520) som SMHI kallar för Mynnar i 716106-168622. Medelhöjden är 276 meter över havet och ytan är 2,67 kvadratkilometer. Det finns inga avrinningsområden uppströms utan avrinningsområdet är högsta punkten. Vattendraget som avvattnar avrinningsområdet har biflödesordning 5, vilket innebär att vattnet flödar genom totalt 5 vattendrag innan det når havet efter 141 kilometer. Avrinningsområdet består mestadels av skog (78 procent) och sankmarker (19 procent). Avrinningsområdet har 0,09 kvadratkilometer vattenytor vilket ger det en sjöprocent på 3,3 procent.